# Cartera (Finances)
En finances, una cartera és una col·lecció d'inversions.

## Definició

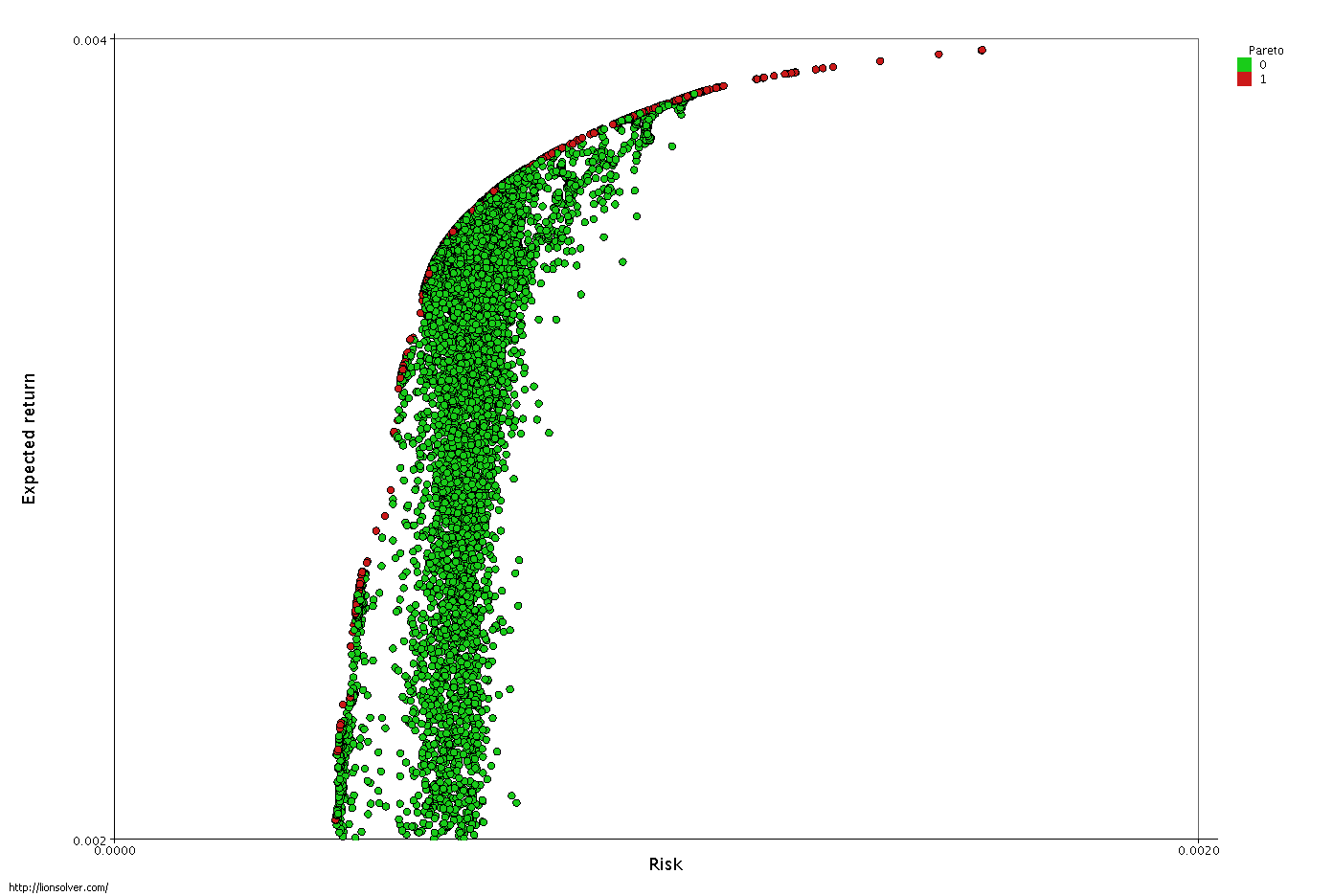
Gràfic risc/rendibilitat i carteres òptimes de Pareto (en vermell)

Una cartera és qualsevol combinació d'actius financers com ara accions, bons i efectiu. Les carteres poden estar en mans d'inversors individuals o gestionades per professionals financers, fons de cobertura, bancs i altres institucions financeres.
La majoria de gent està d'acord que una cartera s'ha de fer segons el risc que pot assumir l'inversor, el temps que té i el que vol aconseguir. El preu de cada actiu pot afectar la proporció entre el risc i el benefici de la cartera.
A l'hora de determinar l'assignació d'actius, l'objectiu és maximitzar la rendibilitat esperada i minimitzar el risc. Aquest és un exemple d'un problema d'optimització multiobjectiu: hi ha moltes solucions eficients disponibles i la solució preferida s'ha de seleccionar considerant un compromís entre risc i rendibilitat. En concret, una cartera A està dominada per una altra cartera A' si A' té un guany esperat més gran i un risc menor que A. Si cap cartera domina A, A és una cartera òptima de Pareto. El conjunt de rendiments i riscos òptims de Pareto s'anomena frontera eficient de Pareto per al problema de selecció de carteres de Markowitz. Recentment, a la literatura s'ha suggerit un enfocament alternatiu per a la diversificació de carteres que combina risc i rendibilitat en el problema d'optimització.

## Descripció
Hi ha moltes menes de carteres, com ara la cartera de mercat i la cartera d'inversió zero. L'assignació d'actius d'una cartera es pot gestionar utilitzant qualsevol dels enfocaments i principis d'inversió següents: ponderació de dividends, ponderació igual, ponderació de capitalització, ponderació de preus, paritat de risc, el model de fixació de preus d'actius de capital, teoria de preus d'arbitratge, l'índex Jensen, el ràtio de Treynor, el ràtio de Sharpe, el model de valor en risc, la teoria de la cartera moderna i altres.
Hi ha diversos mètodes per calcular el rendiment d'una cartera. Un mètode tradicional és utilitzar rendiments ponderats per diners trimestrals o mensuals. Tanmateix, el veritable mètode ponderat en el temps és un mètode preferit per molts inversors als mercats financers. També hi ha diversos models per mesurar l'atribució de rendiment d'una cartera en comparació amb un índex o un índex de referència, en part vist com a estratègia d'inversió.